# 程鳴伊
程鳴伊（1531年—？），字希正，山東青州府樂安縣人，匠籍，明朝政治人物。

## 生平
山東鄉試第四十七名舉人。嘉靖三十八年（1559年）中式己未科會試第一百八十四名，三甲第一百六十三名進士。历官户部郎中，管理屯田，出为大同府知府，隆慶五年（1571年）正月升陕西按察司副使，萬曆二年（1574年）正月升陕西行太僕寺卿兼僉事。

## 家族
曾祖程琮；祖父程玉，縣丞  贈刑部主事；父程紳，按察司副使。母蔣氏（贈安人）；繼母崔氏（封安人）。慈侍下。兄鳴洛。弟鳴南、鳴高。